# Hiba Tawadżi
Hiba Tawaji (ur. 10 grudnia 1987 w Bejrucie) – libańska piosenkarka aktywna od 2007 roku. W 2017 r. jako pierwsza kobieta dała publicznie koncert w Arabii Saudyjskiej.

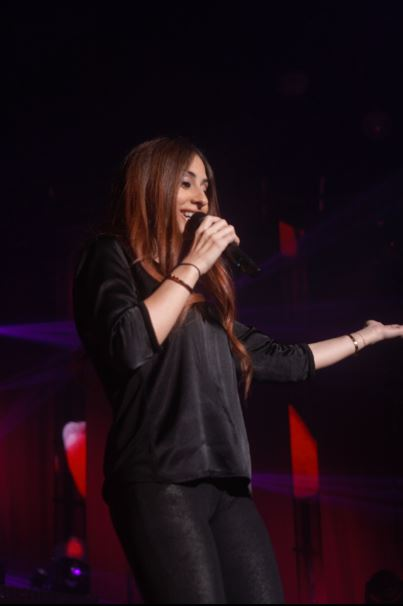